# Gabinete Zacarias I
O Gabinete Zacarias I, apelidado de Gabinete dos Anjinhos, foi o ministério formado pela Liga Progressista em 24 de maio de 1862 e dissolvido em 30 de maio do mesmo ano. Foi chefiado por Zacarias de Góis e Vasconcelos, sendo o 13º gabinete do Império do Brasil após o estabelecimento do Decreto n.º 523 de 1847. Foi antecedido pelo Gabinete Caxias II e sucedido pelo Gabinete Olinda III.

## Contexto
Segundo Sérgio Buarque de Holanda (2004):
Surpresa de votação, em plenário da Câmara dos Deputados, leva à política que se chamou da Liga ou do Partido Progressista, que se estende de 1862 a 1868. É nova tentativa de conciliação, sem apelo a todas as forças, em que se compõem liberais e conservadores moderados. [...] A falta de base da situação nesse fim de maio era evidente. Por uma votação ela surgiu, por outra desapareceu. [...] Vivera oficialmente menos de uma semana: na verdade, entre sua apresentação aos Deputados e queda, apenas algumas horas.

## Composição
O gabinete foi composto da seguinte forma:
- Presidente do Conselho de Ministros: Zacarias de Góis e Vasconcelos.
- Ministro dos Negócios do Império: Zacarias de Góis e Vasconcelos.
- Ministro da Justiça: Francisco José Furtado.
- Ministro dos Estrangeiros: Carlos Carneiro de Campos.
- Ministro da Fazenda: José Pedro Dias de Carvalho.
- Ministro da Marinha: José Bonifácio de Andrada e Silva, o Moço.
- Ministro da Guerra: Manuel Marques de Sousa, Barão de Porto Alegre.
- Ministro da Agricultura, Comércio e Obras Públicas: Antônio Coelho de Sá e Albuquerque.

## Programa de governo
Segundo o Presidente do Conselho de Ministros (1862):
Sem elevar a justiça e a economia à altura de um programa político, o Gabinete considera obrigação indeclinável ser justo e econômico, (...) entendendo que no poder a Justiça deve ser sempre acompanhada da mais escrupulosa moralidade, e que para observar-se praticamente a economia muito cumpre que os orçamentos sejam no país uma realidade.
O gabinete apresentou o seguinte programa de governo:
- Melhorar o sistema administrativo das províncias.
- Reformar a lei orgânica das câmaras municipais.
- Modificar a lei regulamentar das eleições.
- Aperfeiçoar a organização e processo judiciário.
- Aliviar a Guarda Nacional do serviço ordinário.
- Melhorar a legislação do Exército e da Armada no que se refere a administração da Justiça.
- Promulgar uma lei que remova os graves inconvenientes do sistema de recrutamento.
- Criar um montepio para os oficiais do Exército.
- Tratar do projeto de lei concernente ás promoções da Armada.
- Promover a imigração e o desenvolvimento das colônias existentes.